# بيل فيليبس (رجل أعمال)
بيل فيليبس (بالإنجليزية: Bill Phillips)‏ هو شخصية أعمال أمريكي، ولد في 23 سبتمبر 1964.